# Tjomme Boltjes
Tjomme Ynte Boltjes (Appingedam, 16 januari 1899 - Den Haag, 9 januari 1971) was een Nederlands jurist, notaris en vicepresident van de Hoge Raad der Nederlanden.
Boltjes werd geboren in het Groningse Appingedam als zoon van mr. Sieberen Boltjes, advocaat en notaris, en Trijntje Jelles. Hij studeerde notarieel recht (1919-1923) en rechtsgeleerdheid (1923-1927) aan de Universiteit van Amsterdam. Tijdens zijn tweede studie, toen hij tevens kandidaat-notaris te Baarn was, trouwde hij op 7 juni 1924 met Trijntje Lykles. Zij overleed op 22 juni 1939; een jaar later, op 9 september 1940, huwde hij haar zus, Margaretha Johanne Lykles. In 1929 werd hij benoemd tot secretaris van de Raad van Beroep voor de Directe Belastingen te Amsterdam, welke functie hij tot 1947 zou uitoefenen. Twee jaar eerder was hij benoemd tot raadsheer bij het Gerechtshof Amsterdam, waar hij tussen 1941 en 1945 al raadsheer-plaatsvervanger was geweest. Op 7 december 1946 werd hij, samen met onder anderen Frits de Jong, aanbevolen voor benoeming in de Hoge Raad, ter vervanging van tijdens de Duitse bezetting ontstane vacatures; de benoeming volgde op 21 januari van het jaar daarop. Op 9 februari 1961 werd hij benoemd tot vicepresident van de Hoge Raad, ter vervanging van Pieter Hendrik Smits, die president werd. Op 1 februari 1969 werd hem ontslag verleend wegens het bereiken van de 70-jarige leeftijd; hij werd opgevolgd als vicepresident door de latere president Marius Anne van Rijn van Alkemade.